# Callionymus valenciennei
Callionymus valenciennei là một loài cá biển thuộc chi Callionymus trong họ Cá đàn lia. Loài này được mô tả lần đầu tiên vào năm 1845, được đặt theo tên của nhà ngư học Achille Valenciennes.

## Phân bố và môi trường sống
C. valenciennei được tìm thấy ở ngoài khơi Nhật Bản và bờ biển phía tây của bán đảo Triều Tiên. Loài này được thu thập ở độ sâu khoảng từ 20 đến 50 m.

## Mô tả
Chiều dài lớn nhất được ghi nhận ở C. bentuviai là khoảng 10 cm.